# أرجاس
أرْجَاس هي بلدية تقع في مقاطعة طليطلة ، قشتالة والمنجى ، إسبانيا. حسب تعداد 2006 (INE) كان عدد سكان البلدية 4309 نسمة.